# ヒーロー文庫
ヒーロー文庫（ヒーローぶんこ）は、イマジカインフォスが発行、主婦の友社が発売しているライトノベルのレーベル。主婦の友社によって2012年9月28日に創刊され、2018年11月発売分より発行元が主婦の友インフォスとなったが、2023年4月1日に主婦の友インフォスの社名がイマジカインフォスに変更された。

## 概要
主に「小説家になろう」に掲載された作品を中心に発刊している。2016年5月時点で累計売上は計450万部。また「重版率100%」を誇る。なお2014年時点で担当編集者は一人のみ（しかも専任ではない）という。
主婦の友社のWebコミックサイト『COMICAWA』で作品の一部が閲覧可能になっている。2017年1月18日には兄弟レーベルとなる「プライムノベルス」が創刊された。
主婦の友社は、2002年までメディアワークス（現・KADOKAWA）を傘下に持ち、『電撃文庫』の販売も請け負っていたため、ヒーロー文庫の誕生によってライトノベル市場に10年ぶりに参入したことになる。実際にヒーロー文庫の立ち上げ時には、特約店制度を設けるなど電撃文庫の運営ノウハウを投入している。
2017年7月期に『ナイツ&マジック』『異世界食堂』の2作品のアニメ放映が始まり、本レーベルから初のアニメ化となった。

## 作品一覧

### あ行
| タイトル                         | 著者       | イラスト                       | 巻数     |
| -------------------------------- | ---------- | ------------------------------ | -------- |
| アンリミテッド・レベル           | 鏑木カヅキ | 西出ケンゴロー                 | 既刊3巻  |
| いずれ最強へと至る道             | 藍澤建     | Gilse（1 - 2巻） 植田亮（3巻） | 既刊3巻  |
| 異世界食堂                       | 犬塚惇平   | エナミカツミ                   | 既刊6巻  |
| 異世界チート魔術師               | 内田健     | Nardack                        | 既刊17巻 |
| 異世界で生きていく方法           | 神野光典   | ともぞ                         | 既刊1巻  |
| 異世界道楽に飽きたら             | 三文烏札矢 | ともぞ                         | 既刊7巻  |
| 異世界の沙汰も金次第             | 橋広功     | 優木きら                       | 既刊2巻  |
| 異世界迷宮でハーレムを           | 蘇我捨恥   | 四季童子                       | 既刊13巻 |
| 異世界落語                       | 朱雀新吾   | 深山フギン                     | 既刊8巻  |
| 嘘つき戦姫、迷宮をゆく           | 佐藤真登   | 霜月えいと                     | 既刊5巻  |
| ウロボロス・レコード             | 山下湊     | しのとうこ                     | 既刊3巻  |
| 英雄の忘れ形見                   | 風見祐輝   | syo5                           | 既刊4巻  |
| エルフ・インフレーション         | 細川晃     | 鍋島テツヒロ                   | 全6巻    |
| おっさんと女子高生、異世界を行く | 青山有     | マニャ子                       | 既刊1巻  |
| お人よし悪魔と駄女神さま         | 瑞沢ゆう   | とよた瑣織                     | 既刊1巻  |

### か行
| タイトル                       | 著者         | イラスト     | 巻数     |
| ------------------------------ | ------------ | ------------ | -------- |
| 神様は少々私に手厳しい         | 守野伊音     | 戸部淑       | 全7巻    |
| ガルディナ王国興国記           | 桜木海斗     | 凱           | 既刊2巻  |
| 鑑定使いの冒険者               | 空野進       | ともぞ       | 既刊4巻  |
| 鑑定能力で調合師になります     | 空野進       | ともぞ       | 既刊10巻 |
| キミガイルセカイ               | 音井駿彦     | 晩杯あきら   | 既刊1巻  |
| 逆成長チートで世界最強         | 佐竹アキノリ | 篠月しのぶ   | 全6巻    |
| クール・エール                 | 砂押司       | 霜月えいと   | 既刊3巻  |
| 薬屋のひとりごと               | 日向夏       | しのとうこ   | 既刊15巻 |
| 黒白の勇者                     | 陽山純樹     | 霜月えいと   | 既刊5巻  |
| 群青の竜騎士                   | 尾野灯       | 巖本英利     | 既刊2巻  |
| 賢者の剣                       | 陽山純樹     | さらちよみ   | 全7巻    |
| 高校生の私が中学生になった理由 | 一色舞       | ふすい       | 既刊1巻  |
| 皇女殿下の召喚士               | 長野文三郎   | はるのいぶき | 既刊2巻  |
| 康太の異世界ごはん             | 中野在太     | 七和禮       | 既刊8巻  |
| こちら討伐クエスト斡旋窓口     | 岬キタル     | 霜月えいと   | 既刊2巻  |
| 棺の魔王（）                   | 真島文吉     | とよた瑣織   | 全4巻    |

### さ行
| タイトル                     | 著者         | イラスト                                | 巻数     |
| ---------------------------- | ------------ | --------------------------------------- | -------- |
| 最強騎士団長の世直し旅       | 佐竹アキノリ | パルプピロシ                            | 全5巻    |
| 最強タンクの迷宮攻略         | 木嶋隆太     | さんど                                  | 既刊8巻  |
| 再現使いは帰りたい           | 赤雪トナ     | toi8                                    | 全6巻    |
| 最弱の弟子                   | 高崎三吉     | 鍋島テツヒロ                            | 既刊2巻  |
| 最新のゲームは凄すぎだろ     | 浮世草子     | 植田亮                                  | 全6巻    |
| 察知されない最強職（）       | 三上康明     | 八城惺架（1 - 12巻） 植田亮（13巻以降） | 既刊16巻 |
| サトコのパン屋、異世界へ行く | 塚本悠真     | 丹地陽子                                | 既刊3巻  |
| 燦然のソウルスピナ           | 蕗字歩       | 蕗字歩                                  | 既刊4巻  |
| 住職探偵                     | 建待吉作     | 平沢下戸                                | 既刊1巻  |
| 十歳の最強魔導師             | 天乃聖樹     | フカヒレ                                | 既刊10巻 |
| スキルトレーサー             | 和泉和       | メロントマリ                            | 既刊1巻  |
| スタイリッシュ武器屋         | 弘松涼       | 切符                                    | 既刊3巻  |
| ステータス・オール∞（）      | 八又ナガト   | シソ                                    | 既刊3巻  |
| 青雲を駆ける                 | 肥前文俊     | 3                                       | 既刊6巻  |
| 関ヶ原で待ってるわ           | 九重七六八   | シコルスキー                            | 既刊2巻  |
| セブンス                     | 三嶋与夢     | ともぞ                                  | 既刊10巻 |
| その最強、神の依頼で異世界へ | 速峰淳       | まろ                                    | 既刊4巻  |

### た行
| タイトル                                     | 著者         | イラスト       | 巻数     |
| -------------------------------------------- | ------------ | -------------- | -------- |
| 第六皇女殿下は黒騎士様の花嫁様               | 翠川稜       | 赤井てら       | 既刊5巻  |
| 打算あり善行冒険者                           | 唯野皓司     | kaya8          | 既刊2巻  |
| だから転生しないと言ってるだろ               | 多崎翼       | 景             | 既刊2巻  |
| たのしい傭兵団                               | 上宮将徳     | 望月朔         | 既刊6巻  |
| ダンボールに捨てられていたのはスライムでした | 伊達祐一     | keepout        | 既刊1巻  |
| 小さな魔女と野良犬騎士                       | 麻倉英理也   | 西出ケンゴロー | 既刊9巻  |
| チート薬師の異世界旅                         | 赤雪トナ     | 上田夢人       | 全6巻    |
| ディメンションウェーブ                       | アネコユサギ | 植田亮         | 既刊7巻  |
| 転生しても収集魔                             | 高崎三吉     | 上田夢人       | 既刊1巻  |
| 転生者の私に挑んでくる無謀で有望な少女の話   | 小東のら     | 和遥キナ       | 既刊3巻  |
| 転生少女の履歴書                             | 唐澤和希     | 桑島黎音       | 既刊13巻 |
| 転生魔術師の英雄譚                           | 佐竹アキノリ | 蔓木鋼音       | 全6巻    |
| 転生勇者の気まま旅                           | 九頭七尾     | riritto        | 既刊2巻  |
| トネリコの王                                 | 日向夏       | マニャ子       | 既刊2巻  |

### な行
| タイトル             | 著者     | イラスト                                | 巻数     |
| -------------------- | -------- | --------------------------------------- | -------- |
| ナイツ&マジック      | 天酒之瓢 | 黒銀                                    | 既刊11巻 |
| 南条翔は其の狐の如く | 梅野歩   | 六七質                                  | 既刊3巻  |
| ネクストライフ       | 相野仁   | 鵜飼沙樹（1 - 2巻） マニャ子（3巻以降） | 全17巻   |
| ネクロマンサー少女   | 天乃聖樹 | 手島nari。                              | 既刊1巻  |

### は行
| タイトル                   | 著者     | イラスト   | 巻数     |
| -------------------------- | -------- | ---------- | -------- |
| はたらけ!おじさんの森      | 朱雀伸吾 | 深山フギン | 既刊4巻  |
| 復活魔王はお見通し?        | 高崎三吉 | 緒方剛志   | 既刊3巻  |
| ふるおけっ!                | 愛宕而亞 | りょう@涼  | 既刊1巻  |
| ペテン師は静かに眠りたい   | 片里鴎   | 岡谷       | 既刊4巻  |
| 辺境魔法学校               | 金暮銀   | 輪くすさが | 既刊3巻  |
| ポーション、わが身を助ける | 岩船晶   | 戸部淑     | 既刊10巻 |
| 僕の諭吉おじさん           | 見鳥望   | usi        | 既刊1巻  |
| ぼくは彼女のふりをする     | 内田裕基 | ゆうこ     | 既刊1巻  |

### ま行
| タイトル                         | 著者       | イラスト     | 巻数     |
| -------------------------------- | ---------- | ------------ | -------- |
| 魔王のおもりを仰せつかりました。 | 藤村藤村   | シコルスキー | 既刊1巻  |
| 魔王の処刑人                     | 真島文吉   | とよた瑣織   | 既刊3巻  |
| 魔女軍師シズク                   | 入月英一   | 植田亮       | 既刊1巻  |
| 魔神少女と孤独の騎士             | 三月ふゆ   | ともぞ       | 既刊3巻  |
| 魔力の使えない魔術師             | 高梨ひかる | 赤井てら     | 全4巻    |
| 無属性魔法の救世主               | 武藤健太   | るろお       | 既刊12巻 |
| 無欲の聖女                       | 中村颯希   | CUTEG        | 既刊4巻  |

### や行
| タイトル                  | 著者       | イラスト   | 巻数     |
| ------------------------- | ---------- | ---------- | -------- |
| 少女（）は鞘に納まらない  | 龍威ユウ   | 葉山えいし | 既刊3巻  |
| 野生の聖女は料理がしたい! | 枝豆ずんだ | つくぐ     | 既刊2巻  |
| 傭兵団の料理番            | 川井昂     | 四季童子   | 既刊19巻 |

### ら行
| タイトル                     | 著者       | イラスト | 巻数     |
| ---------------------------- | ---------- | -------- | -------- |
| 理想のヒモ生活               | 渡辺恒彦   | 文倉十   | 既刊15巻 |
| 竜殺しの過ごす日々           | 赤雪トナ   | 碧風羽   | 全11巻   |
| 竜と飛翔機                   | 高遠夕     | 植田亮   | 既刊1巻  |
| 竜峰の麓に僕らは住んでいます | 寺原るるる | 植田亮   | 既刊2巻  |
| 霊感ニート                   | 夏目慧     | 桑島黎音 | 既刊1巻  |
| 恋愛ヒーロー                 | 青海間司   | 赤坂アカ | 既刊2巻  |

### わ行
| タイトル                     | 著者     | イラスト | 巻数    |
| ---------------------------- | -------- | -------- | ------- |
| 私はサキュバスじゃありません | 小東のら | 和錆     | 既刊7巻 |
| ワールドオーダー             | 河和時久 | 上田夢人 | 既刊8巻 |

## アニメ化作品
| 作品                       | 放送年          | アニメーション制作        | 備考 |
| -------------------------- | --------------- | ------------------------- | ---- |
| ナイツ&マジック            | 2017年          | エイトビット              |      |
| 異世界食堂                 | 2017年（第1期） | SILVER LINK.              |      |
| 異世界食堂                 | 2021年（第2期） | OLM Team Yoshioka         |      |
| 異世界チート魔術師         | 2019年          | エンカレッジフィルムズ    |      |
| 異世界迷宮でハーレムを     | 2022年          | パッショーネ              |      |
| 薬屋のひとりごと           | 2023年（第1期） | TOHO animation STUDIO OLM |      |
| 薬屋のひとりごと           | 2025年（第2期） | TOHO animation STUDIO OLM |      |
| 最強タンクの迷宮攻略       | 2024年          | STUDIO POLON              |      |
| ポーション、わが身を助ける | 2025年          | 未公表                    |      |
| 理想のヒモ生活             | 未公表          | 未公表                    |      |

## Web番組

### ニコニコ動画
いずれも、Webラジオで、ニコニコ動画の声優グランプリチャンネル内にて配信。「R」以外は生配信（しかし「R」でもクリスマス回では生配信）。
ヒーロー文庫通信
不定期配信。2012年9月30日から2013年2月6日まで不定期で津田美波と佐倉綾音のパーソナリティによって全3回が配信。
ヒーロー文庫通信R（アール）
定期配信。2016年10月26日から2017年9月20日にかけて毎週水曜日に諏訪彩花と本渡楓のパーソナリティによって全42回が配信。
ヒーロー文庫通信S（スーパー）
特番。2019年4月29日（『理想のヒモ生活』ドラマCD発売記念スペシャル）放送回のパーソナリティは諏訪ななか、2019年7月4日（「異世界チート魔術師」新刊発売記念スペシャル）・2020年1月28日（「薬屋のひとりごと」大特集）放送回は田中美海が担当し、各々配信。

### YouTube
いずれも、YouTubeのヒーロー文庫の公式チャンネルにて配信。生配信ではない。
尾丸ポルカのヒーロー文庫通信10th Anniversary
2022年12月29日に尾丸ポルカのMCよって配信。尾丸はヒーロー文庫創刊10周年を記念しアンバサダーを務めていた。
高瀬くるみのヒーロー文庫通信
2023年6月6日から12月27日にかけて不定期で高瀬くるみのMCよって全7回が配信。